# Аналогове телебачення

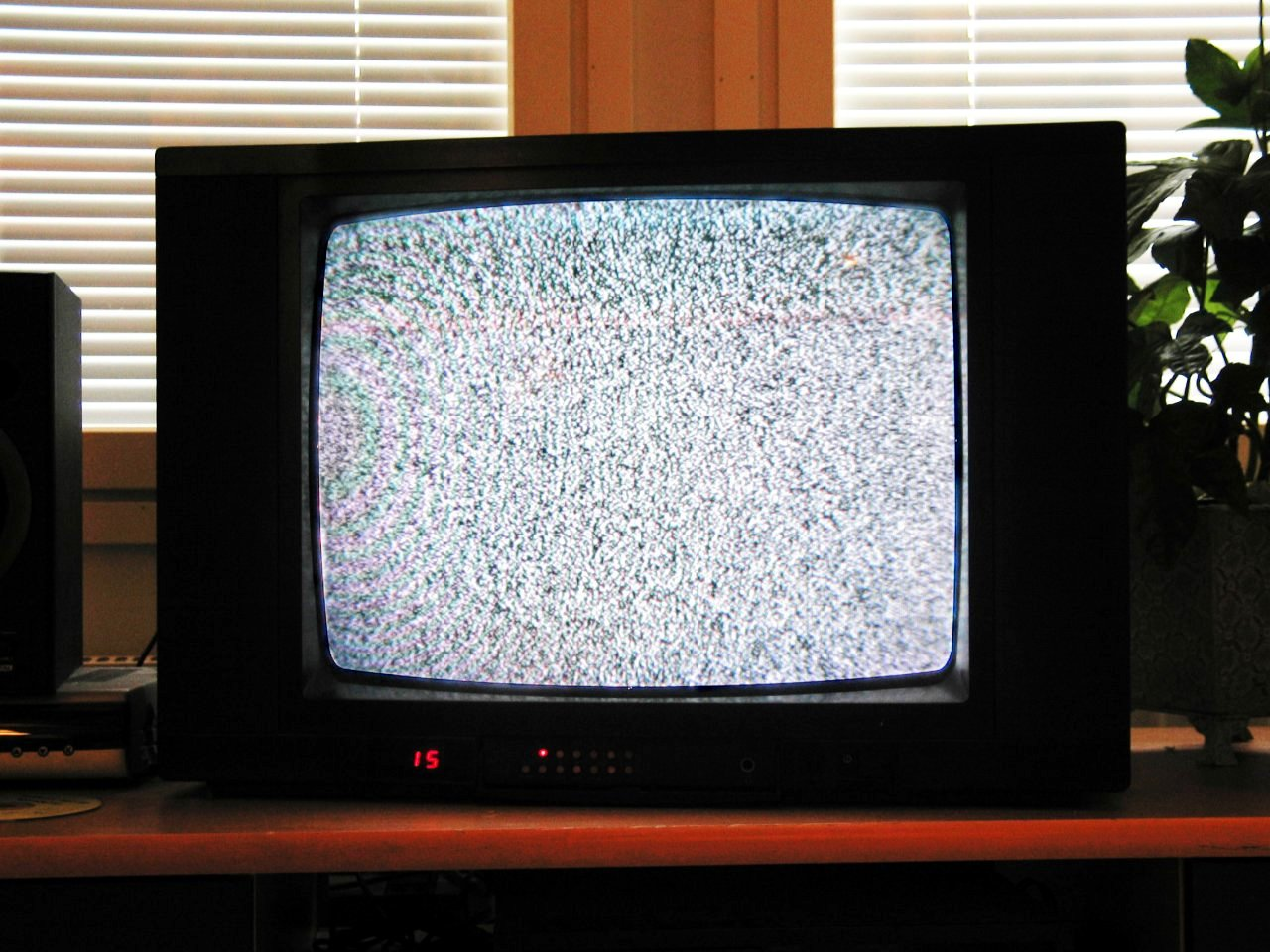
Шум в аналоговому телевізійному приймачеві

Аналогове телебачення — телебачення, що використовує для отримання, виводу і передачі зображення і звуку аналоговий електричний сигнал. Всі приймально-передавальні системи доцифрової епохи, включаючи механічне телебачення, використовували аналогові сигнали, які можуть передаватися як по кабелю, так і по радіо.

## Поширення
Аналогове телебачення досі домінує на ефірних наземних каналах багатьох країн. Більшість вітчизняних телеканалів ведуть мовлення в аналоговому стандарті, дублюючи мовлення у цифрових стандартах по кабельних і супутникових каналах. Деякі телеканали припинили своє мовлення, і на тепер на цифровому ТБ не працюють, наприклад Тиса-1.

## Припинення мовлення аналогового телебачення
Сьогодні відбувається перехід з аналогового на цифрове телебачення. Багато країн у зв'язку з побудовою повноцінних цифрових мереж вже припинили або планують у найближчому майбутньому закінчити телемовлення в аналогових стандартах. Головні складності цього переходу:
- Трудомісткість, дорожнеча і нерентабельність покриття трансляційними системами малонаселених територій;
- Плутанина з вибором стандарту цифрового мовлення, що дезорієнтує як постачальників, так і покупців нових цифрових телевізорів[1];
- Низька рекламна прибутковість цифрового телемовлення на перехідному етапі[2];
- Головна проблема — інертність населення, яке не бажає розлучатися зі старими працездатними телевізорами і за свій рахунок купувати цифрові приставки.[3] Примусово позбавити телебачення великі маси громадян не можна, оскільки воно є органом сповіщення у надзвичайних ситуаціях[4] і це може викликати соціальний протест.

| Дата припинення мовлення | Країна                           |
| --- | -------------------------------- |
| 1 вересня 2006 | Люксембург                       |
| 11 грудня 2006 | Нідерланди                       |
| 1 вересня 2007 | Фінляндія                        |
| 25 вересня 2007 | Андорра                          |
| 29 жовтня 2007 | Швеція                           |
| 27 травня 2008 | Швейцарія                        |
| 12 червня 2009 | США                              |
| 30 червня 2009 | Німеччина                        |
| 31 жовтня 2009 | Данія                            |
| 30 листопада 2009 | Норвегія                         |
| 3 квітня 2010 | Іспанія                          |
| 31 грудня 2010 | Словенія                         |
| 7 червня 2011 | Австрія                          |
| 31 липня 2011 | Японія                           |
| 31 серпня 2011 | Канада                           |
| 30 листопада 2011 | Бельгія, Франція                 |
| 30 червня 2012 | Чехія                            |
| 24 жовтня 2012 | Ірландія, Велика Британія        |
| 31 грудня 2012 | Болгарія, Італія, Південна Корея |
| 23 липня 2013 | Польща                           |
| 15 травня 2015 | Білорусь                         |
| 31 грудня 2015 | Філіппіни                        |
| 14 травня 2016 | Китай[уточнити]                  |
| 29 червня 2016 | Бразилія                         |
| 31 грудня 2016 | Мексика                          |
| 1 серпня 2018 (Київ і Кіровоградська область) 1 вересня 2018 (більшість каналів) 31 березня 2021 (місцеві канали без цифрових ліцензій) | Україна                          |
| 14 жовтня 2019 | Російська Федерація              |
| 3 травня 2022 | Молдова                          |